# Toda
El pueblo toda es una pequeña comunidad de pastores que viven en la aislada meseta Nilgiri en el sur de la India. Antes del siglo XVIII, los toda coexistieron localmente con otras comunidades, como los kota y los kuruba, en una organización comunal inspirada en un sistema castas en el cual los toda eran la casta de mayor poder.
La población toda ha oscilado entre 700 a 900 individuos durante el último siglo. Si bien representan una fracción ínfima de la población de la India, los toda han sido muy estudiados desde fines del siglo XVIII, y han recibido «un grado de atención desproporcionado a causa de su particularidad étnica» y por «ser muy diferentes de sus vecinos en cuanto a su aspecto, hábitos, y costumbres». El estudio de su cultura por parte de antropólogos y lingüistas resultó importante en el desarrollo de los campos de la  antropología social y etnomusicología.
Tradicionalmente los toda viven en asentamientos que constan de tres a siete casas pequeñas de paja, construidas con forma de bóveda semicilindrica y diseminadas en la pradera. Tradicionalmente han vendido productos lácteos a sus vecinos en la meseta Nilgiri. La religión toda posee como centro al búfalo; por lo tanto se realizan rituales para cada una de las actividades relacionadas con la leche y sus productos, como para ordenar a los sacerdotes-operadores lácteos. Los ritos religiosos y funerarios proveen un contexto social en el cual se componen y entonan complejos cantos poéticos sobre el culto al búfalo.
Antiguamente era bastante común la poliandria fraternal en la sociedad tradicional toda, sin embargo dicha práctica ha sido abandonada. Durante fines del siglo XX, parte de la tierra de pastos de los toda se perdió a causa de las actividades agrícolas que practican otros grupos o la reforestación por el gobierno del Estado de Tamil Nadu. Ello ha amenazado la cultura toda, al disminuir el tamaño de los rebaños de búfalo. Sin embargo durante la década del 2010 la sociedad toda y su cultura han sido el centro de un esfuerzo internacional por restaurar su medio ambiente cultural. Las tierras Toda forman parte en la actualidad de la Reserva de la biosfera de Nilgiri, y la UNESCO la ha declarado Patrimonio de la Humanidad.